# Deserto de Danakil

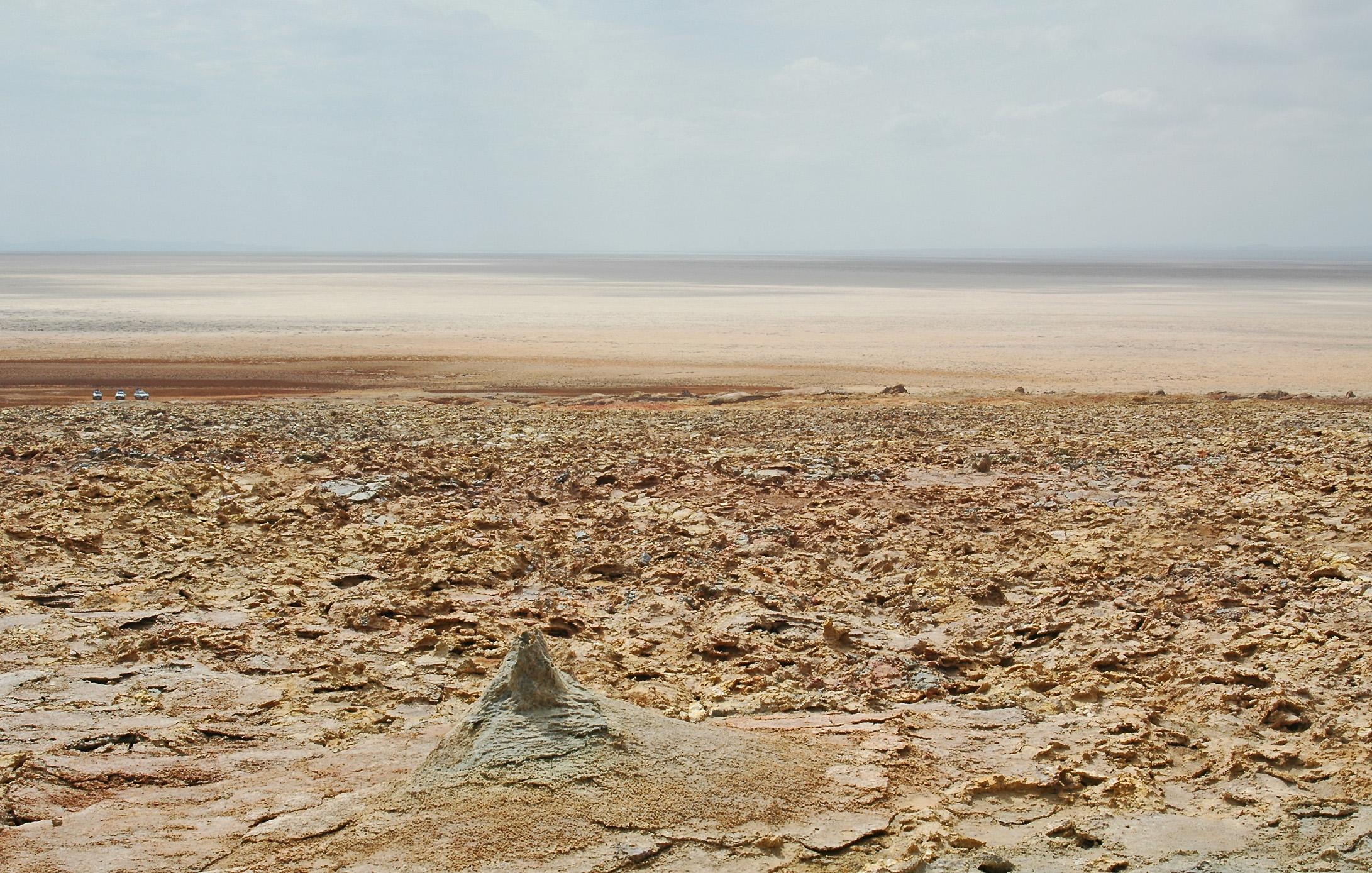
Paisagem desértica de Danakil

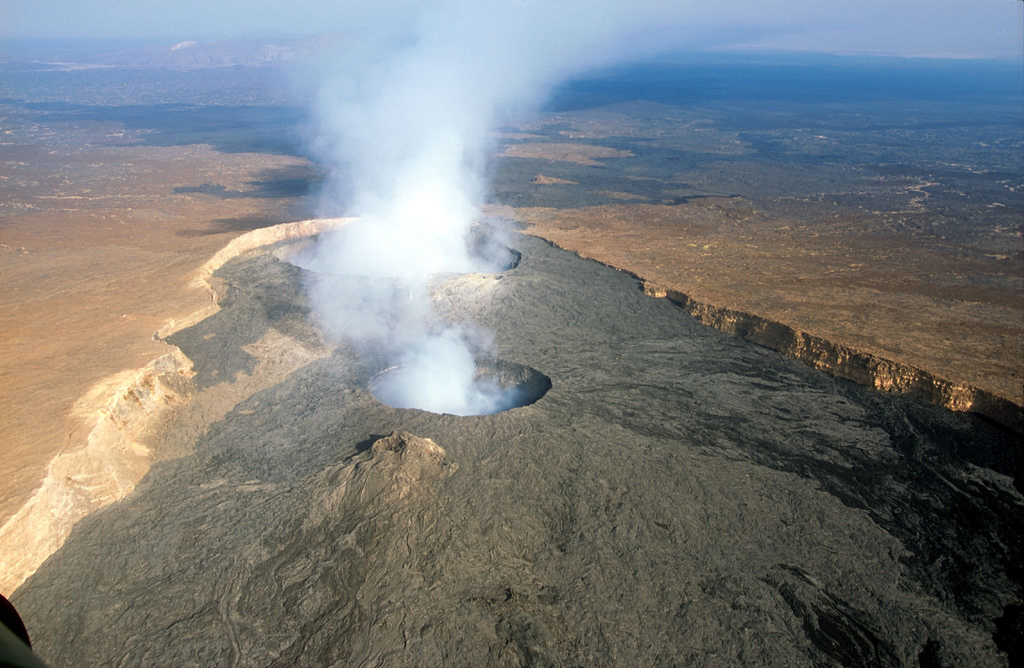
Vulcão Erta Ale, no Deserto de Danakil.

O Deserto de Danakil é um deserto situado no nordeste da Etiópia, no sul da Eritreia e em boa parte do Djibuti. É a terra natal dos afares, notória por seu calor intenso (a temperatura média é 34 °C em Dallol) e pela depressão de Afar, que chega a 100 metros abaixo do nível do mar.
A principal indústria do deserto é a mineração de sal; apresenta uma vida selvagem variada, que inclui os asnos selvagens, espécie em extinção.
É no deserto Danakil, no norte da Etiópia, no chamado Chifre Africano em cima de uma fenda na crosta terrestre fica uma região conhecida como o inferno na terra, uma gigantesca planície salpicada de formações de sal, sulferetos e enxofre cuja atividade vulcânica é uma das mais ativas de todo o planeta. Isto, unido às altas temperaturas que se pode chegar a 60°C, mostra que este lugar não é próprio para ser habitado.
No entanto, aproximadamente 130.000 pessoas estabeleceram os seus lares nesta terra, todas elas da tribo nômade Afar que fez do comércio do Sal o seu meio e forma de vida. É uma tribo em que as mulheres são tratadas como objectos. Onde elas trabalham dia e noite, para sustentarem os homens. Percorrem cerca de 15 a 20 km por dia, para apanhar lenha e buscar água, que ferve a 90°C. Todos os dias! Preparam as refeições e são as ultimas a comer. Comem o que sobra. Não tem acesso a médicos ou a medicamentos. Quando adoecem, morrem, simplesmente. Alimentam-se do leite dos camelos e cabras. Das suas carnes, também. Andam descalços e trabalham sobre o solo mais quente do planeta, o terreno é pior do que areia movediça que quando ele cede o pé afunda no ácido sulfúrico que destrói imediatamente toda a pele e parte da carne. O vento é quente e carregado de areia, a sensação é de que seu corpo está sendo queimado. Nessa terra vive pequenos escorpiões que de noite só é visto com uma luz especial.
No vulcão Dallol, a paisagem é espantosa, com fontes ardentes com uma gama de cores brilhantes incrível. Vão de cor de laranja até o verde, passando pelo branco e o amarelo vivo, devido ao enxofre e outros minerais. Estas formações de minerais que saem das entranhas da Terra criam um panorama que parece de outro planeta. É neste lugar que detém o recorde de mais alta temperatura média para uma posição habitada na Terra. Cientistas e geólogos acham que por causa do aquecimento global o mundo pode ficar muito parecido com o inferno da Etiópia e por isso estudam a existência e como vivem seres nessa situação.